# Koncertowo (album Zakopower)
Koncertowo – koncertowy album DVD zespołu Zakopower, wydany 17 kwietnia 2009 roku nakładem wydawnictwa muzycznego Kayax.
Album zawiera 13 utworów oraz 3 piosenki bonusowe. Pierwszym singlem albumu został przebój „Bóg wie gdzie”.
Nagrania uzyskały certyfikat złotej płyty DVD za sprzedaż ponad 5 000 egzemplarzy.

## Lista utworów
Spis obejmuje piosenki znajdujące się zarówno utwory koncertowe, jak i przeboje bonusowe.
1. „Zbuntowany Anioł”
2. „Na siedem”
3. „Bóg wie gdzie”
4. „Cy to ta”
5. „Salomanga”
6. „Kac”
7. „Nie bo nie”
8. „Ubiję usiekę”
9. „Tupany”
10. „Milczenie Owiec”
11. „Gyongy Haju Lany”
12. „Galop”
13. „Kiebyś Ty...”

Bonus:
1. „Zol Miłości”
2. „W dzikie wino zaplątani”
3. „Udomowieni”